# Punto Fijo

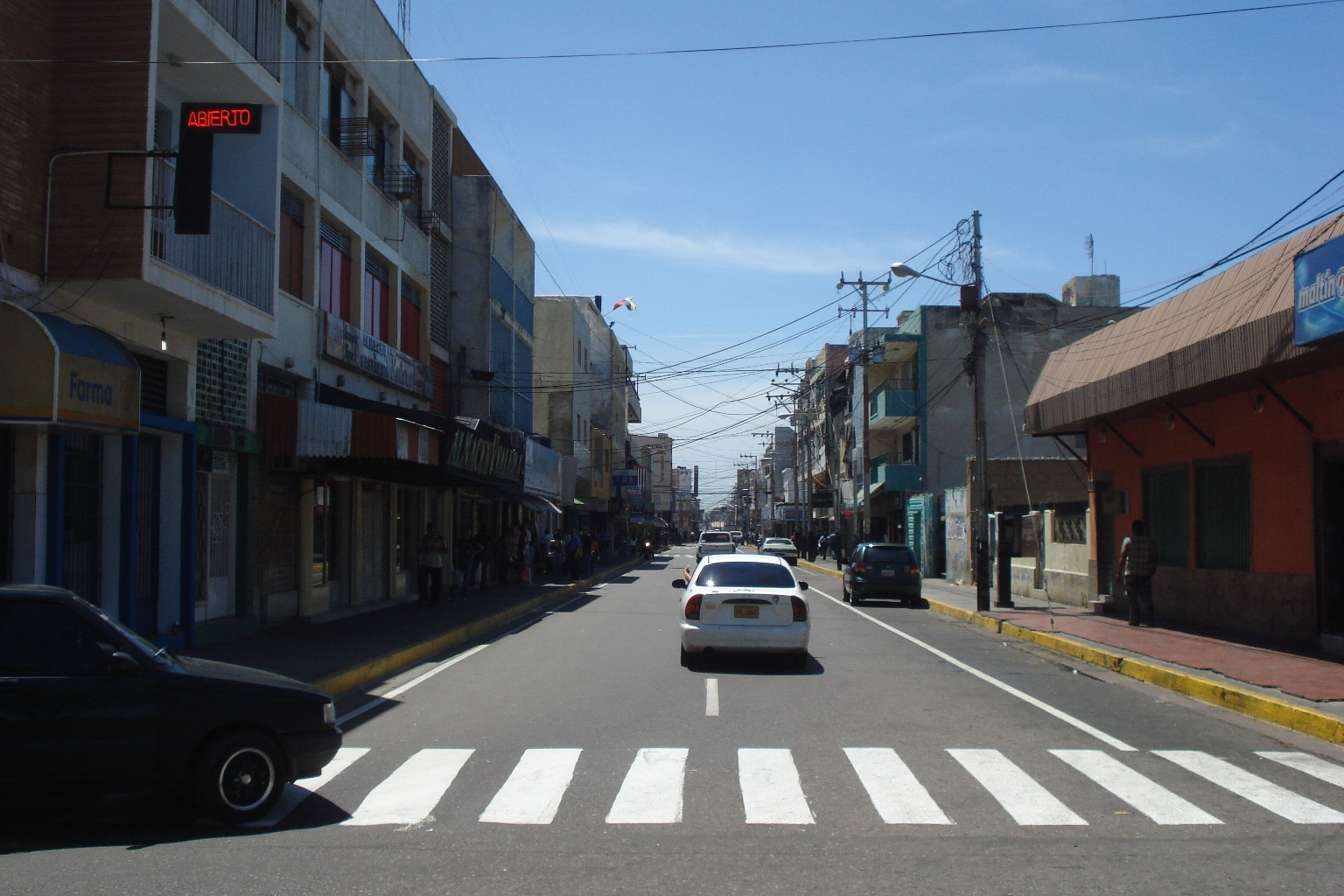
Punto Fijo (2009)

Punto Fijo ist die Hauptstadt des autonomen Bezirks Carirubana im venezolanischen Bundesstaat Falcón. Sie war mit zeitweise über 300.000 Einwohnern die größte Stadt der Halbinsel Paraguaná und liegt in ihrem Südwesten an der Karibik. Einer der weltweit größten Ölraffinerie-Komplexe, der Paraguaná-Raffinerie-Komplex, befindet sich dort.

## Geschichte
Der Name der Stadt wird häufig dem späten Rafael González Estaba zugeschrieben, einem Stadt-Historiker, der behauptete, der Ort, an dem die Stadt nun steht, sei früher ein gemeinsamer Anlaufpunkt („Fixpunkt“) für Durchreisende und Fischer gewesen.
Punto Fijo wurde in den frühen 1940er Jahren gegründet, umgeben von zwei Raffinerien, die von Standard Oil und Shell zur gleichen Zeit gegründet wurden. Die Stadt hatte (Volkszählung 2002, Schätzung) eine Bevölkerung von 270.000, die zumeist im Stadtzentrum wohnten.

## Wirtschaft
Punto Fijo hat den weltgrößten Öl-Raffinerie-Komplex, den Paraguaná Raffineriekomplex. Dieser umfasst die Amuay und Cardón Raffinerien. Die Anlage von Creole Petroleum Corporation in Amuay sorgte für eine "sichere Zukunft".
Auch nach der Übernahme durch die staatliche PDVSA im Jahr 1976 änderte sich vorerst nicht viel. Dieser Ölkomplex blieb der Motor der lokalen und regionalen Wirtschaft. Noch im Jahr 2000 waren Ferien im Ausland für Raffinerieangestellte normal. Auch beherbergte die Stadt die zweitwichtigste Fischereiflotte des Landes und verfügte über ein Gewerbegebiet, wo sich Elektronik- und Leichtmaschinen-Werke befanden.
Lange wuchs die Wirtschaft in Punto Fijo, auch eine Freihandelszone für touristische Investitionen wurde eingerichtet. In dieser war es möglich, Güter (Elektrogeräte, alkoholische Getränke, Bettwäsche usw.) steuerfrei einzuführen. Die fortschreitende Entwicklung in Punto Fijo ermöglichte es den lokalen, kommunalen und nationalen Behörden, endlich Bauarbeiten durchzuführen, die jahrelang nötig waren, z. B. die zentrale Bushaltestelle, Straßen-Ausbesserungen oder den Bau der Thermoelektrizitätsanlage „Josefa Camejo“. Auch der Privatsektor tätigte Investitionen wie das Einkaufszentrum Sambil Paraguaná und das Einkaufszentrum Paraguná. Beide Komplexe ergänzten das wichtigste Einkaufszentrum der Stadt, das Centro Comercial y Las Recreacional Virtudes.
Im Jahr 2012 forderte eine Explosion nach einem in der Raffinerie entstandenen Gasleck 48 Menschenleben in einer angrenzenden Militäranlage.
Im Zuge der Wirtschaftskrise in Venezuela seit 2013 begann auch der Niedergang der Stadt. Im Jahre 2018 fuhren kaum noch Autos auf den von Sanddünen überwehten Straßen an leerstehenden Läden vorbei. Die Raffinerie produzierte noch 20 Prozent ihrer Kapazität. Die Arbeitskräfte wurden knapp, weil Tausende kündigten. Die Regierung selber beklagte die versäumten Investitionen, nur war in deren Augen das Ausland schuld, aus welchem der "imperialistische Feind" laut Maduro die PDVSA mit mafiösen Kräften infiltriert hatte, die "von Investitionen in die Erdölindustrie gezielt abgesehen haben, um diese zu zerstören". Da auch die PDVSA im Zahlungsverzug war, konnten kaum noch Ersatzteile und Servicefirmen bezahlt werden. Auch konnte der Schadstofftank der Raffinerie aus diesem Grund nicht mehr geleert werden; er bedrohte deshalb bei jedem Regen oder Hochwasser die Umgebung.

## Verkehr
Fijo Punto wird von Norden nach Süden und von Osten nach Westen von zahlreichen Alleen durchzogen. Die Stadt ist mit Coro durch eine moderne zweispurige Autobahn verbunden, die die ganze Insel mit Ausblick auf den Médanos-Nationalpark sowie auf die gesamte Flora in der ariden Region durchquert. Die Stadt wird vom internationalen Flughafen Josefa Camejo bedient.